# 铃木大辅 (足球运动员)
铃木大辅（1990年1月29日—），日本足球運動員，現效力日乙球隊千葉市原，司職中後衛，前日本國家足球隊成員。

## 俱乐部生涯
铃木大辅生于1990年1月29日，司职后卫，高中毕业于星稜高等学校。2007年，铃木大辅以特別指定選手的身份加盟新潟天鹅，2008年正式加盟球队。
2009年，他在天皇杯第二轮，新潟天鹅和FC奈良的比赛中上演职业生涯的首秀。
2010年5月1日，他在2010年赛季第9轮2比1击败神户胜利船的比赛中替补登场，首次亮相职业联赛。
2011年赛季，他终于成为球队主力，出场24次，并在5月28日和浦和红钻的比赛中打进职业生涯的首个进球。
据日本媒体《体育报知》的消息，前日本国脚，柏雷素爾中卫兼队长铃木大辅已确定加盟西甲球队巴列卡诺闪电。铃木大辅近日已经抵达西班牙与俱乐部完成签约事宜，此前巴列卡诺提供给铃木大辅的合同邀约期限为2年，但没有进一步披露具体的报价。
日本媒体《THE WORLD》透露，巴列卡诺主帅赫梅斯竟称对铃木大辅的加盟完全不知情，俱乐部没有人向他提起过这次转会事宜。
塔拉戈纳官网消息，前日本国脚铃木大辅将在球队进行试训，如果表现赢得主帅莫雷诺肯定将获得正式合同。
铃木大辅2016年从柏雷素尔转会至西乙联赛塔拉戈纳，并担任主力。
铃木大辅所在西乙塔拉戈纳升级西甲失败，下赛季继续踢西乙。
铃木大辅代表塔拉戈纳出场，攻破了萨拉戈萨球门，最终球队2比1取胜。这也是铃木来到欧洲后的首个联赛入球。铃木大辅本赛季作为球队主力出场了24场比赛。
在为塔拉哥纳效力的两年半时间内，铃木大辅总共出战了71场正式比赛。
柏雷素尔今日公布了铃木大辅从西乙俱乐部塔拉戈纳回归球队的消息，这是他时隔两年重返日职联赛。
浦和红钻将引入柏雷素尔的后卫铃木大辅的可能性极大。据相关人士透露，包括柏雷素尔在内的五个俱乐部都在争夺铃木大辅，但除浦和红钻以外的其他球队都已经被拒绝了。
浦和红钻19日宣布柏雷素尔后卫铃木大辅正式加盟球队。

## 國家隊生涯
铃木大辅代表日本队参加在韩国举办的2007年国际足协U-17世界杯，并出场两次都打满全场，当时身穿3号球衣。
铃木大辅作为日本国奥队主力球员征战2009年东亚运动会和2010年广州亚运会。这些大赛中铃木大辅都是主力，而在广州亚运会和中国国奥队比赛中，他还打进了一粒进球。
在2012年伦敦奥运会，铃木大辅参加了日本队全部6场比赛。

## 外部連結
- 柏レイソルによる公式プロフィール
- 铃木大辅的X（前Twitter）
- 铃木大辅的Instagram帳戶